# Romániai Magyar Baptista Gyülekezetek Szövetsége

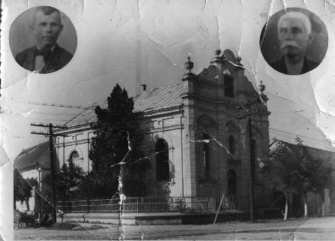
Nagyszalontai templom

A Romániai Magyar Baptista Gyülekezetek Szövetsége (rövidítve: RMBGYSZ) Románia magyar baptistáit egyesíti szövetségben.

## Szervezet
Vezetősége egy elnökből, főtitkárből és több alelnökből áll.
A vezetőség tagjai kizárólag a Szövetséghez tartozó felavatott baptista lelkipásztorok lehetnek, akik demokratikus szavazás által nyerhetnek vezető szerepet. A RMBGYSZ testvérszövetsége a Román Baptista Uniónak, tagja a Magyar Baptista Világszövetségnek és mint ilyen, a Baptista Világszövetségnek is. Az ország baptistáit a Román Baptista Unió elnöke, főtitkára, illetve a Romániai Baptista Gyülekezetek Szövetségének főtitkára képviseli a román parlament előtt.

## A kezdet1920-1933
1920. október 27-én Nagyszalontán megalakult a Romániai Magyar Baptista Elismert Gyülekezetek Szövetsége, amelynek elnökévé Vass Sándort választották, főtitkárrá pedig Darabont Gyulát. A Szövetség központja Nagyváradon volt a Bunyitai Liget utca 10 sz. alatt.
Ebben az időben megalakul az El-nemismert Gyülekezetek Szövetsége is, Szilágynagyfaluban. Ide tartoztak a Szilágy megyei és a Bihar megye északi részén fekvő gyülekezetek.  Első elnöke Alaffi Zsigmond volt, akit később Szabó László követett.
1922. április 20-án az Elismertek szövetsége alakuló Kongresszusát tartotta Nagyváradon. Megfogalmazták a Szövetség Működési Szabályzatát és a Szövetség tevékenységét szakosztályokra osztották: misszió, tanítványság, Bibliaiskola, zene, jótékonyság, építkezés és központi vezetőség. Ebben az évben partneri kapcsolatot kötöttek a Román Baptista Unióval és a Baptista Világszövetségnek is tagjai lettek. A Déli Baptista Szövetség azt javasolta az itt élőknek, hogy alkossanak egy közös testvéri szövetséget, hogy közösen harcoljanak úgy a bűn ellen, mint a teljes vallásszabadságért. Ez utóbbi megszerzéséért a Baptista Világszövetséggel közösen létrehoztak egy Központi Bizottságot, a baptista érdekek védelmére törekedtek az agresszív hatóságokkal szemben és az államegyházi megkülönböztetésnek örvendő Ortodox Egyházzal szemben.
A Központi Bizottság létrehozásakor meglévő etnikai alapon szerveződött Baptista Szövetségek új nevet kaptak. Így alakult meg a Román Baptista Unió Magyar Részlege. Ez nem volt alárendelve a Román Uniónak, hanem azzal egyenlő volt. A Magyar Részleg önállóan szerveződött és rendelkezett misszióiskolával, nyomdával, ifjúsági szövetséggel és egyéb egységekkel. A Baptista Unió területi egységei még primitív állapotban voltak. Elsőnek alakult meg az aradi hitközség 1930-ban.

## A második időszak:1933-1935
A vallásügyi miniszter 1933/76647 sz. törvényének 51. cikkelye elismerte a Baptista Uniót, amely magába foglalta a Magyar Szövetséget is, amely 10 területi hitközségre lett felosztva. Ez a szövetség magába foglalta mind az elismert és az el-nemismert gyülekezeteket is. A Magyar Szövetség elnöke Dr. Simonka György lett, Szabó László pedig az alelnöke. A nagyváradi misszióiskola egyesült a bukaresti Teológiai Intézettel, ami a külföldi testvérek segítségével lett felépítve. Dr. Bíró László egyike volt a Teológia első tanárainak.
1920 után a következő folyóiratok jelentek meg: Szeretet, Igazság tanúja, Az Üdv Üzenete, Ifjúsági élet és az Ébresztő.

## A harmadik időszak:1935-1940
1935-ben átszerveződött a Romániai Baptista Egyház. A két Magyar Szövetség egymásra talált és 1935. december 7-én létrehozták a Romániai Magyar Baptista Konvenciót. Ennek központja Kolozsváron volt elnöke Szabó László lett, főtitkára pedig Molnár Károly. A Szövetség hivatalos lapja Az Üdv Üzenete lett. A Szövetség 10 területi egységgel rendelkezett még az előző időből.

## A negyedik időszak:1945-1948
A második világháború után egy demokratikus rendszer kezdett kialakulni. Kolozsvárott ismét megalakították a Magyar Baptista Konvenciót, amelynek elnökévé  Bokor Barnabást, főtitkárává Dénes Ferencet választották. A magyar nyelvű újságok ismét megjelentek egy rövid időre.

## Az ötödik időszak:1949-1960
1948-ban az állami hatóságok beszüntették a Magyar Baptista Konvenciót és annak területi hitközségeit. Három hitközséget engedélyeztek csupán 1950-1960  között: Nagyváradon, Kolozsváron és Brassóban.
1960-ban beszüntették ezeket a hitközségeket is sok más gyülekezettel együtt. A RMBGYSZ sok egyházi épületet és tagot elveszített ebben az időben, lelkipásztorokat és gyülekezeti vezetőket kínoztak meg és zártak el a hatóságok.

## Az új időszak:1990.február 3.–
Az 1989-es rendszerváltás után a vallásügyi miniszter lehetőséget adott a Baptista Szövetség újraszervezésére az 1950-es törvény alapján. Ez nem nyújt lehetőséget egy önálló Szövetség létrehozására, csak a Baptista Unió keretén belül.
1990. február 3-án Kolozsvárott 152 gyülekezeti küldött elhatározta a Romániai Magyar Baptista Gyülekezetek Szövetségének a létrehozását.
1990-ben indul négy folyóirat
- Szeretet (a Szövetség hivatalos havilapja)
- Harmatcseppek (a vasárnapi iskolai tanítók havilapja)
- Mustármag (a fiatalok havilapja)
- Az Üdv Üzenete (a legrégebbi magyar baptista lap – negyedévente jelenik meg).

A Romániai Magyar Baptista Gyülekezetek Szövetsége testvérszövetség a Román Baptista Unióval és szoros kapcsolatokat tart fenn a belföldi és külföldi baptista szervezetekkel.